# Ronde van Drenthe 2022
De wielerwedstrijd de Ronde van Drenthe werd in 2022 georganiseerd in het weekend van 12 en 13 maart. Op de zaterdag vond de wedstrijd voor vrouwen plaats en op de zondag de wedstrijd voor mannen. Beide wedstrijden gingen van start in Assen en finishten in Hoogeveen. Onderweg moest meermaals de VAM-berg beklommen worden.

## Mannen
De 59e editie van de Ronde van Drenthe voor mannen werd gehouden op zondag 13 maart 2022. De wedstrijd ging van start in Assen en finishte na 198 kilometer in Hoogeveen. De wedstrijd maakte deel uit van de UCI Europe Tour 2022, in de categorie 1.1. Titelhouder was de Belg Rune Herregodts. Hij werd opgevolgd door zijn landgenoot Dries Van Gestel.

### Uitslag
| Plaats  | Naam             | Ploeg                              | Tijd     |
| ------- | ---------------- | ---------------------------------- | -------- |
| Winnaar | Dries Van Gestel | TotalEnergies                      | 5u08'47" |
| 2       | Barnabás Peák    | Intermarché-Wanty-Gobert Matériaux | + 5"     |
| 3       | Hugo Hofstetter  | Arkéa-Samsic                       | z.t.     |
| 4       | Timo Roosen      | Jumbo-Visma                        | z.t.     |
| 5       | Joren Bloem      | À Bloc CT                          | z.t.     |
| 6       | Mick van Dijke   | Jumbo-Visma                        | z.t.     |
| 7       | Kévin Vauquelin  | Arkéa-Samsic                       | + 23"    |
| 8       | Dries De Bondt   | Alpecin-Fenix                      | + 27"    |
| 9       | Rick Ottema      | Metec-Solarwatt p/b Mantel         | z.t.     |
| 10      | Rick Pluimers    | Jumbo-Visma                        | z.t.     |

## Vrouwen
De wedstrijd voor vrouwen was aan de 23e editie toe. Net als de jaren ervoor, maakte de Ronde van Drenthe ook in 2022 deel uit van de Women's World Tour. De wedstrijd ging van start in Assen en finishte na 156 kilometer in Hoogeveen. Titelverdedigster Lorena Wiebes volgde zichzelf op. Wereldkampioene Elisa Balsamo werd tweede en de Belgische Lotte Kopecky werd derde en vergrootte daarmee haar voorsprong als leidster in de World Tour.

### Deelnemende ploegen
Elf van de veertien World Tourploegen namen deel, aangevuld met zeven continentale ploegen en de Nederlandse nationale selectie.
| UCI-World Tourteams                                                                                          | UCI-World Tourteams                                                         | UCI-teams | Nationale selectie   |
| --- | --------------------------------------------------------------------------- | --- | -------------------- |
| BikeExchange Jayco Canyon-SRAM DSM FDJ Nouvelle-Aquitaine Futuroscope Human Powered Health Women Jumbo-Visma | Liv Racing Xstra SD Worx Trek-Segafredo UAE Team ADQ Uno-X Pro Cycling Team | Andy Schleck-CP NVST-Immo Losch Bizkaia-Durango Ceratizit-WNT Grant Thornton Krush Tunap NXTG Racing Parkhotel Valkenburg Valcar-Travel & Service | Nederlandse selectie |

### Uitslag
| Plaats  | Naam              | Ploeg                              | Tijd     |
| ------- | ----------------- | ---------------------------------- | -------- |
| Winnaar | Lorena Wiebes     | DSM                                | 4u03'31" |
| 2       | Elisa Balsamo     | Trek-Segafredo                     | + 1"     |
| 3       | Lotte Kopecky     | SD Worx                            | z.t.     |
| 4       | Clara Copponi     | FDJ Nouvelle-Aquitaine Futuroscope | z.t.     |
| 5       | Marta Bastianelli | UAE Team ADQ                       | z.t.     |
| 6       | Alice Barnes      | Canyon-SRAM                        | z.t.     |
| 7       | Chiara Consonni   | Valcar-Travel & Service            | z.t.     |
| 8       | Nina Kessler      | BikeExchange Jayco                 | z.t.     |
| 9       | Jip van den Bos   | Jumbo-Visma                        | z.t.     |
| 10      | Sarah Roy         | Canyon-SRAM                        | z.t.     |
| 11      | Chloe Hosking     | Trek-Segafredo                     | z.t.     |
| 12      | Silvia Persico    | Valcar-Travel & Service            | z.t.     |
| 13      | Christine Majerus | SD Worx                            | z.t.     |
| 14      | Nina Buysman      | Human Powered Health               | z.t.     |
| 15      | Pfeiffer Georgi   | DSM                                | z.t.     |
| 16      | Alison Jackson    | Liv Racing Xstra                   | z.t.     |
| 17      | Ellen van Dijk    | Trek-Segafredo                     | z.t.     |
| 18      | Anouska Koster    | Jumbo-Visma                        | z.t.     |
| 19      | Lilly Williams    | Human Powered Health               | z.t.     |
| 20      | Susanne Andersen  | Uno-X Pro Cycling Team             | z.t.     |
|         |                   |                                    |          |
| 40      | Shari Bossuyt     | Canyon-SRAM                        | + 1'48"  |

1960 · 1961 · 1962 · 1963 · 1964 · 1965 · 1966 · 1967 · 1968 · 1969 · 1970 · 1971 · 1972 · 1973 · 1974 · 1975 · 1976 · 1977 · 1978 · 1979 · 1980 · 1981 · 1982 · 1983 · 1984 · 1985 · 1986 · 1987 · 1988 · 1989 · 1990 · 1991 · 1992 · 1993 · 1994 · 1995 · 1996 · 1997 · 1998 · 1999 · 2000 · 2001 · 2002 · 2003 · 2004 · 2005 · 2006 · 2007 · 2008 · 2009 · 2010 · 2011 · 2012 · 2013 · 2014 · 2015 · 2016 · 2017 · 2018 · 2019 · 2020 · 2021 · 2022 · 2023 · 2024 · 2025
Strade Bianche ·
Ronde van Drenthe ·
Trofeo Alfredo Binda-Comune di Cittiglio ·
Brugge-De Panne ·
Gent-Wevelgem ·
Ronde van Vlaanderen ·
Amstel Gold Race ·
Parijs-Roubaix ·
Waalse Pijl ·
Luik-Bastenaken-Luik ·
Itzulia Women ·
Ronde van Burgos ·
RideLondon Classic ·
The Women's Tour · 
Giro Donne · 
Tour de France Femmes ·
Postnord Vårgårda WestSweden · 
Ronde van Scandinavië ·
GP de Plouay-Bretagne ·
Simac Ladies Tour ·
Ceratizit Challenge by La Vuelta · 
Ronde van Romandië
Afgelaste wedstrijden: Cadel Evans Great Ocean Road Race · 
Tour of Chongming Island · 
Ronde van Guangxi